# Ghulam (film, 1998)
Pour les articles homonymes, voir Ghulam.
Ghulam (ग़ुलाम en hindi, غلام en ourdou) est un film indien réalisé par Vikram Bhatt et sorti en 1998. Le rôle principal est interprété par Aamir Khan.
Il s'agit d'une adaptation du film américain Sur les quais d'Elia Kazan (1954).